# Rolling Hills (Wyoming)
Rolling Hills és una població dels Estats Units a l'estat de Wyoming. Segons el cens del 2000 tenia 449 habitants.

## Demografia
Segons el cens del 2000, Rolling Hills tenia 449 habitants, 135 habitatges, i 115 famílies. La densitat de població era de 244,2 habitants/km².
Dels 135 habitatges en un 52,6% hi vivien nens de menys de 18 anys, en un 76,3% hi vivien parelles casades, en un 5,9% dones solteres, i en un 14,8% no eren unitats familiars. En el 6,7% dels habitatges hi vivien persones soles el 0,7% de les quals corresponia a persones de 65 anys o més que vivien soles. El nombre mitjà de persones vivint en cada habitatge era de 3,33 i el nombre mitjà de persones que vivien en cada família era de 3,57.
Per edats la població es repartia de la següent manera: un 35,9% tenia menys de 18 anys, un 8,2% entre 18 i 24, un 30,3% entre 25 i 44, un 22,9% de 45 a 60 i un 2,7% 65 anys o més.
L'edat mediana era de 31 anys. Per cada 100 dones de 18 o més anys hi havia 107,2 homes.
La renda mediana per habitatge era de 50.625 $ i la renda mediana per família de 47.917 $. Els homes tenien una renda mediana de 39.250 $ mentre que les dones 21.250 $. La renda per capita de la població era de 21.767 $. Entorn de l'1,6% de les famílies i el 3,5% de la població estaven per davall del llindar de pobresa.

## Poblacions més properes
El següent diagrama mostra les poblacions més properes.